# Maximilian Joseph von Österreich-Este

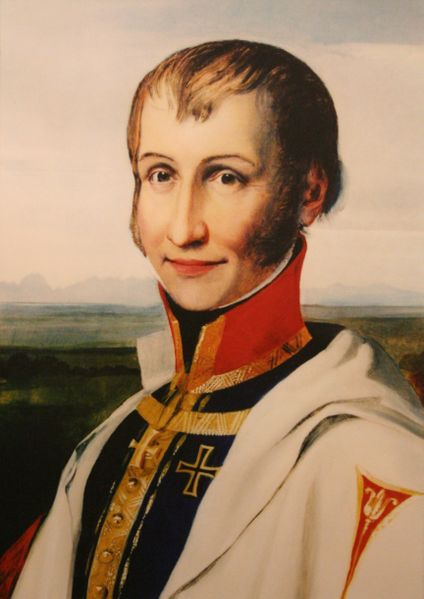
Maximilian Joseph von Österreich-Este

Schloss Ebenzweier, heute ein Berufsschulinternat

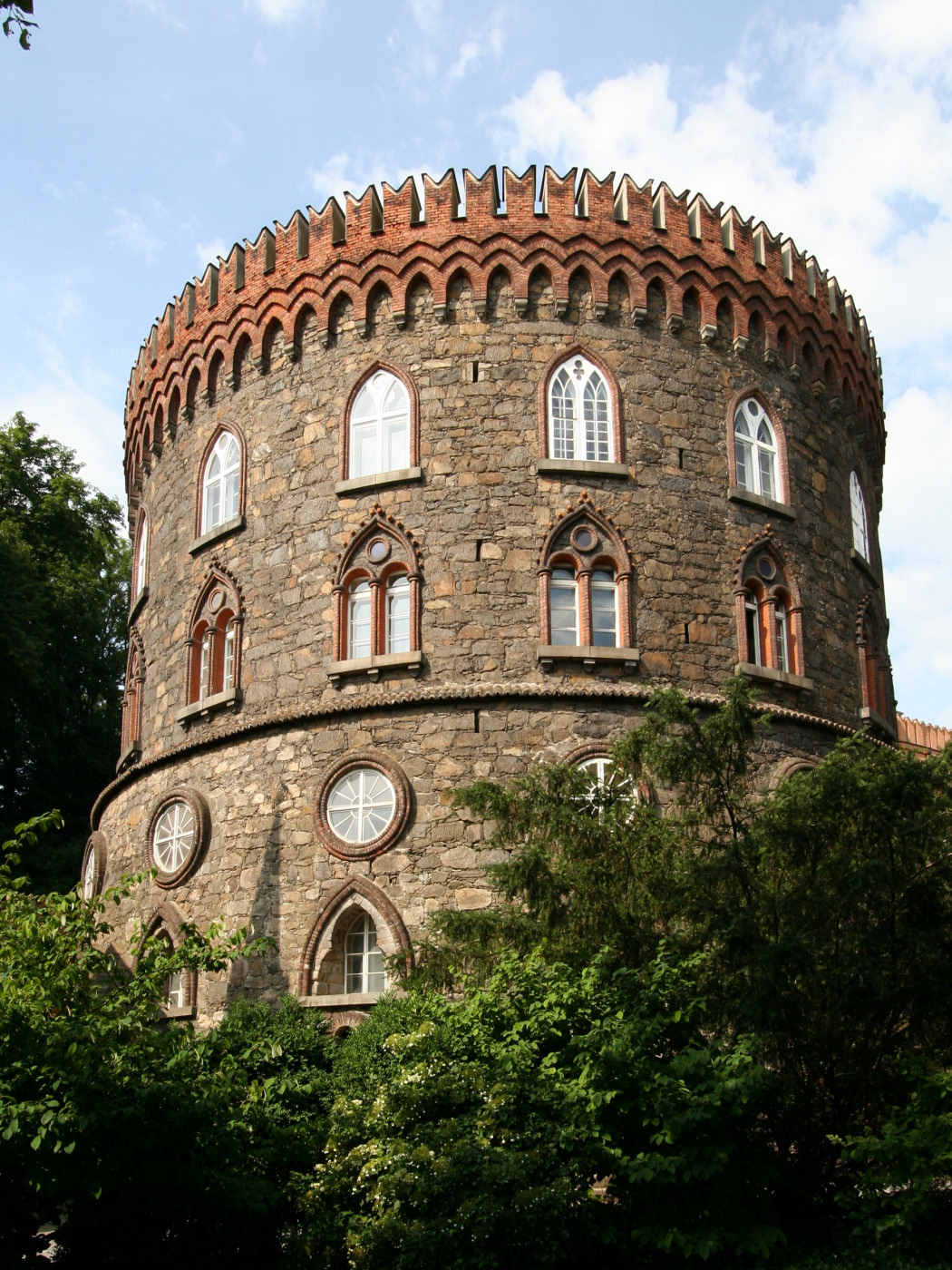
Linzer Turmlinie Probeturm Freinberg

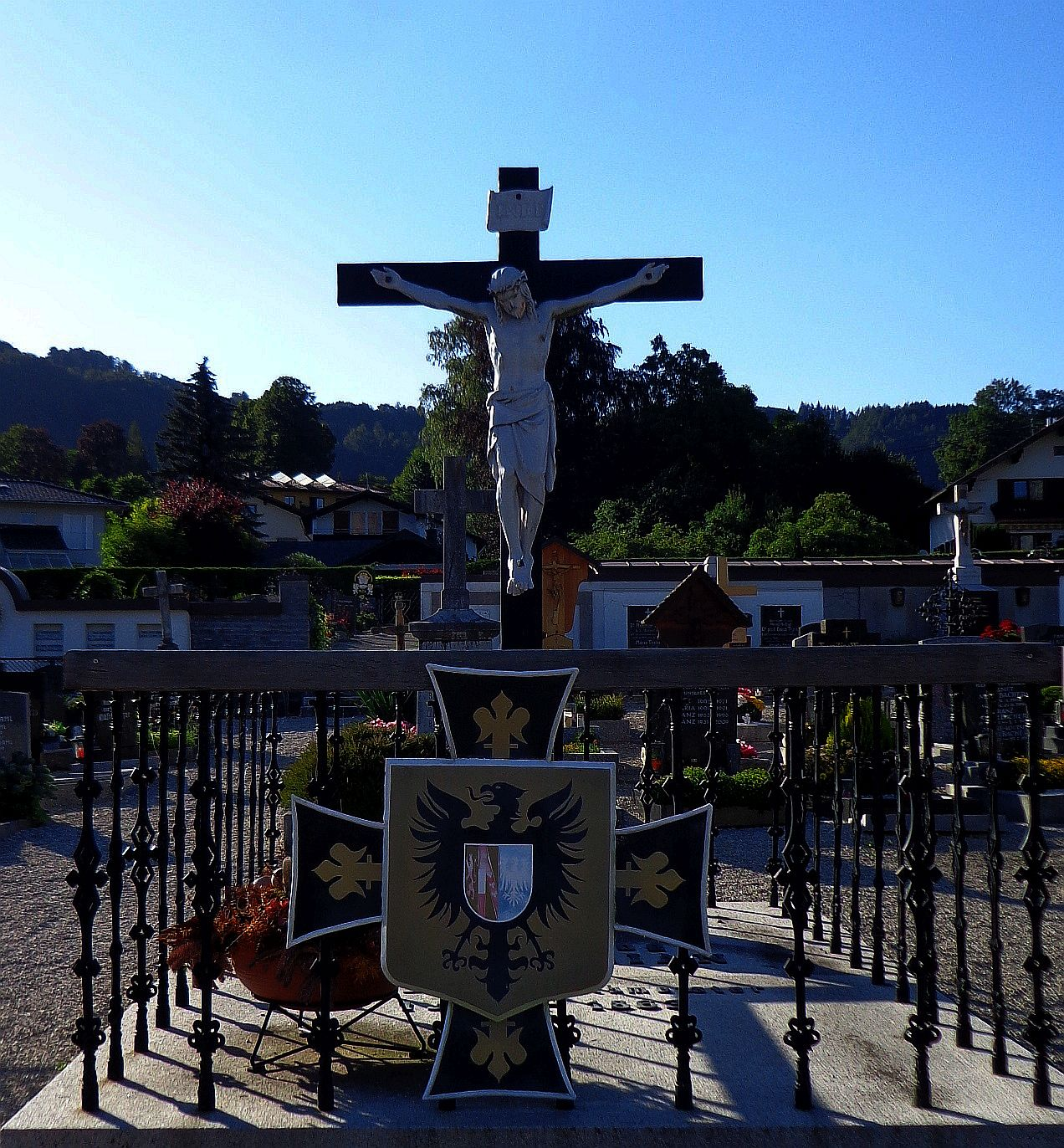
Friedhof Altmünster – Grab von Erzherzog Maximilian Joseph

Erzherzog Maximilian Joseph von Österreich-Este (* 14. Juli 1782 in Mailand; † 1. Juni 1863 auf Schloss Ebenzweier in Altmünster am Traunsee) war ein österreichischer Fachmann für Artillerie und Festungswesen und Hochmeister des Deutschen Ordens.

## Leben
Maximilian wurde als dritter Sohn Erzherzog Ferdinands (Sohn von Maria Theresia und Gouverneur der Lombardei) und der Maria Beatrix von Este geboren. Seine Jugendjahre verbrachte er in Monza, von wo seine Familie während des Ersten Koalitionskrieges vor den Franzosen flüchten musste. Nach Zwischenstationen in Verona, Padua, Triest und Laibach ließ sich die Familie schließlich in Wiener Neustadt nieder.
Maximilian trat 1801 in den Deutschen Orden ein und wurde 1804 zum Ordensritter geschlagen. Gleichzeitig absolvierte er die Theresianische Militärakademie in Wiener Neustadt und wurde 1805 zum Generalmajor ernannt.
Kurz nach seinem Ordenseintritt im Jahr 1801 erbte Maximilian Joseph von seinem Onkel Maximilian Franz von Österreich ein beträchtliches Vermögen.
1809 kämpfte Maximilian in Deutschland gegen die Franzosen. Nach der Niederlage bei Regensburg deckte er den Rückzug der österreichischen Armee und sollte die Stadt Linz durch Feldverschanzungen verteidigungsbereit machen, was aus Zeitmangel nicht gelang. Dieses Ereignis bewog ihn dazu, sich später – inzwischen zum Artilleriebrigadier ernannt – mit einem geeigneten Befestigungssystem für strategische wichtige Punkte im Reich zu befassen. Realisiert wurden seine Pläne allerdings nur in Linz (siehe Turmbefestigung Linz).
Im Jahr 1830 kaufte er das Schloss Ebenzweier bei Altmünster am Traunsee und ließ es um zwei Flügel erweitern. Von 1831 bis 1839 besaß Maximilian auch in Linz zwei Häuser, um den Bau der Turmlinie beaufsichtigen zu können.
1835 wurde er zum Hochmeister gewählt. In dieser Funktion macht er sich um den Orden sehr verdient. So gelang es ihm, die Zahl der Novizen zu steigern. Auch andere Orden unterstützte er finanziell oder mit Sachleistungen, wie die Jesuiten, die Barmherzigen Schwestern, die Redemptoristen und die Armen-Schwestern vom heiligen Franziskus. Er trat daneben auch als Förderer von Schulen und Spitälern auf und unterstützte Arbeiter und Handwerker, indem er deren Produkte kaufte oder die Schließung von Betrieben verhinderte.
1858 musste er die Auflassung der Linzer Befestigung miterleben. Trotzdem entwickelte er ein Befestigungsprojekt für Wien. Realisiert wurde nur ein Probeturm bei Rothneusiedl.
1863 erkrankte Maximilian an Wassersucht, an deren Folgen er am 1. Juni auf seinem Schloss Ebenzweier starb. Er wurde auf dem Friedhof Altmünster begraben.

## Schriften
- Versuch eines Kriegs-Systemes des österreichischen Kaiserthumes. Dorfmeister, Wien 1850.